# Tom Clancy's Rainbow Six: Vegas
Tom Clancy's Rainbow Six Vegas è un videogioco del tipo sparatutto in prima persona tattico. Il gioco è il quinto episodio della serie Rainbow Six e venne commercializzato per Xbox 360 il 21 novembre 2006 e il 12 dicembre 2006 per Microsoft Windows. La versione per PlayStation Portable venne presentata il 12 giugno 2007 mentre la versione per PlayStation 3 venne commercializzata il 26 giugno 2007. Il gioco parla di un nuovo team Rainbow dislocato a Las Vegas nel Nevada. Il gruppo deve combattere la terrorista internazionale Irena Morales e la sua armata di mercenari che vogliono effettuare degli attentati nei punti chiave della città. Ubisoft ha annunciato l'arrivo del secondo capitolo, Tom Clancy's Rainbows Six Vegas 2, uscito nel corso del 2008.

## Modalità di gioco
In Rainbow Six: Vegas si ha uno stravolgimento del gameplay, per molti versi simile al precedente capitolo, Rainbow Six: Lockdown; perde quindi la maggior parte degli elementi tattici che avevano caratterizzato la serie (come la possibilità di visualizzare in anticipo la mappa per preparare un piano d'azione e guidare più squadre contemporaneamente). Tra le novità figurano il sistema di rigenerazione della salute e il nuovo sistema di coperture (grazie al quale il giocatore ha la possibilità di aprire il fuoco sui nemici senza esporsi). Inoltre, l'intelligenza artificiale dei nemici è stata notevolmente migliorata.

## Personaggi
- Logan Keller - protagonista del capitolo caposquadra del Team Delta.
- Gabriel Nowak e Kan - Compagni di squadra di Logan.
- Michael Walter e Jung Park - Compagni di squadra di Bishop affidati a Logan per sostituire Gabriel e Kan.
- Joanna Torres - Responsabile Operatrice del Team Delta.
- Six - Direttore operatore della Rainbow Six.
- Irena Morales - L'antagonista del capitolo.